# Bob Carney
Robert Lee Carney, detto Bob (Aurora, 3 agosto 1932 – Normal, 10 novembre 2011), è stato un cestista statunitense, professionista nella NBA.

## Carriera
Venne selezionato dai Milwaukee Hawks al sesto giro del Draft NBA 1954 (47ª scelta assoluta).